# I Can't Breathe (H.E.R.)
I Can't Breathe è un singolo della cantante statunitense H.E.R. pubblicato il 19 giugno 2020 da MBK Entertainment e RCA Records. Il 5 marzo 2021 ha vinto il premio Canzone dell'anno ai Grammy Awards.

## Descrizione
Il brano è una canzone di protesta e tratta la brutalità poliziesca negli Stati Uniti d'America, la morte di George Floyd e le proteste del movimento Black Lives Matter. Il titolo infatti riporta la frase che Floyd pronunciò pochi minuti prima di morire: «I can't breathe» (non respiro).
Il singolo è stato prodotto da D'Mile e scritto da quest'ultimo assieme a H.E.R. e Tiara Thomas.

## Video musicale
Il videoclip è stato pubblicato il 26 giugno ed è stato diretto da Shane Adams. Mostra esclusivamente scene riprese per le strade delle città statunitensi in bianco e nero, che documentano le proteste scatenate dall'omicidio di George Floyd. Queste immagini vengono alternate da scene animate che raffigurano alcune delle persone vittime della brutalità poliziesca e tutti i loro nomi. Il video si conclude con le frasi: «We can't breathe.», «Silence is violence.», «Black Lives Matter».

## Tracce
Testi di Gabriella Wilson, Dernst “D'Mile” Emile II e Tiara Thomas, musiche di D'Mile.
1. I Can't Breathe – 4:47

## Formazione
- H.E.R. – voce
- D'Mile – produzione
- Miki Tsutsumi – ingegneria del suono
- Colin Leonard – masterizzazione
- Tim McClain – missaggio